# Моріс Шуц
Морі́с Шуц (фр. Maurice Schutz, справжнє ім'я — Поль Моріс Шуценбергер (фр. Paul Maurice Schutzenberger); 4 серпня 1866, Париж, Франція — 22 березня 1955, Кліші-ла-Гаренн, О-де-Сен, Франція) — французький театральний та кіноактор.

## Біографія
Моріс Шуц народився 4 серпня 1866 року в Парижі. Почав акторську кар'єру у 1890-х роках, граючи на театральній сцені у постановках п'єс «Лісістрата» (1892), «Мадам Сен-Жан» (1893), «Орля» (1900) та «Тейрун де Мерикур» (1902) (останні два в театрі Сари Бернар). У 1910-х роках він час від часу знімався у кіно, але повноцінна кінокар'єра Шуца почалася лише після Першої світової війни у 1919 році. У німому кіно 1920-х років знімався у таких режисерів, як Гастон Рудес, Жермен Дюлак, Жак де Баронеселлі, Жан Епштейн, Рене Клер та ін., граючи переважно вікові ролі.
1927 року Шуц зіграв роль глави Корсиканської республіки Паскаля Паолі у масштабній постановці Абеля Ґанса «Наполеон»; у фільмі Жульєна Дювів'є «Агонія Єрусалима» — професора-пенсіонера, який мешкаючи в Єрусалимі, виявляє, що його син бере участь у мережі анархістів у Парижі. У 1928 році знявся у знаменитій стрічці Карла Теодора Дреєра «Страсті Жанни д'Арк», де зіграв Ніколя Луазелера.
У 1930-1940-х роках і на початку 1950-х Моріс Шутц продовжував багато зніматися у французьких фільмах, але більшість його ролей були невеликими, а деякі навіть не були зазначені в титрах. Знімався у кінороботах Реймона Бернара, Саші Гітрі, Жульєна Дювів'є, Макса Офюльса, Марка Аллегре, Крістіана-Жака, Марселя Л'Ерб'є, Жана Древіля та ін. Загалом Шуц зіграв ролі майже у 100 кінофільмах.
Моріс Шуц помер у віці 88 років 22 березня 1955 року в Кліші-ла-Гаренні поблизу Парижа.

## Фільмографія (вибірково)
| Рік  |    | Українська назва                    | Оригінальна назва             | Роль                                               |
| ---- | -- | ----------------------------------- | ----------------------------- | -------------------------------------------------- |
| 1919 | ф  | Його дитина                         | Sa gosse                      |                                                    |
| 1921 | ф  | Дев'яносто третій рік               | Quatre-vingt-treize           | Ґронкер                                            |
| 1921 | ф  | Фромон молодший і Рислер старший    | Fromont jeune et Risler aîné  | Ле Ґарденуа                                        |
| 1922 | ф  | Імператор жебраків                  | L'empereur des pauvres        | Марсель Анаван, промисловець, багатий батько Марка |
| 1923 | ф  | Пригноблений                        | Les opprimés                  | Феддінанд Альварес де Толеде, герцог Альба         |
| 1923 | ф  | Злочин чоловіків                    | Le crime des hommes           | генерал Самсон                                     |
| 1923 | ф  | Сірано де Бержерак                  | Cirano di Bergerac            | Ле Бре                                             |
| 1923 | ф  | Клеймо вбивці                       | Gossette                      | граф Савієр                                        |
| 1923 | ф  | Маленький Жак                       | Le petit Jacques              | доктор Арті                                        |
| 1923 | ф  | Для життя                           | Para toda la vida             |                                                    |
| 1924 | ф  | Жебрачка з Сен-Сюльпіс              | La mendiante de Saint-Sulpice | граф д'Арен                                        |
| 1925 | ф  | Фобур Монмартр                      | Faubourg Montmartre           | мосьє Жонтьйом                                     |
| 1925 | ф  | Примара Мулен-руж                   | Le fantôme du Moulin-Rouge    | Віктор Вінсент, екс-міністр                        |
| 1926 | ф  | Жан Шуан                            | Jean Chouan                   | Жан Коттеро / Жан Шуан, старий рояліст             |
| 1926 | ф  | Уявна подорож                       | Le voyage imaginaire          | відьма                                             |
| 1926 | ф  | Мопра                               | Mauprat                       | Трістан де Мупра / Юбер де Мупра                   |
| 1926 | ф  | Вічний жид                          | Le Juif errant                | мосьє д'Егріні                                     |
| 1927 | ф  | Агонія Єрусалима                    | L'agonie de Jérusalem         | Марк Вердьє                                        |
| 1927 | ф  | Наполеон                            | Napoléon vu par Abel Gance    | Паскаль Паолі                                      |
| 1928 | ф  | Страсті Жанни д'Арк                 | La passion de Jeanne d'Arc    | Ніколя Луазелер                                    |
| 1928 | ф  | Верден, видіння історії             | Verdun, visions d'histoire    | маршал імперії                                     |
| 1929 | ф  | Божевільна діва                     | La vierge folle               | герцог де Шаранс                                   |
| 1929 | ф  | Душа Петра                          | L'âme de Pierre               |                                                    |
| 1929 | ф  | Венера                              | Vénus                         |                                                    |
| 1930 | ф  | Арлезіанка                          | L'Arlésienne                  | Бальтазар, старий пастух                           |
| 1931 | ф  | Канікули диявола                    | Les vacances du diable        | Давид Стоун                                        |
| 1931 | ф  | Верден, пам'ять історії             | Verdun, souvenirs d'histoire  |                                                    |
| 1932 | ф  | Вампір: Марення Алена Ґрея          | Vampyr                        | власник замку                                      |
| 1932 | ф  | Фантомас                            | Fantômas                      | абат Сіко, гість маркіза                           |
| 1933 | ф  | Тисяча і друга ніч                  | La mille et deuxième nuit     | Великий візир                                      |
| 1933 | ф  | Маленький король                    | Le petit roi                  | митрополит                                         |
| 1935 | ф  | Пастер                              | Pasteur                       | дідусь                                             |
| 1935 | ф  | Адемай у Середньовіччі              | Adémaï au moyen âge           |                                                    |
| 1936 | ф  | Поклик тиші                         | L'appel du silence            |                                                    |
| 1938 | ф  | Катя                                | Katia                         |                                                    |
| 1938 | ф  | Пройдемося по Єлисейських Полях     | Remontons les Champs-Élysées  | Людовик XIV у літньому віці                        |
| 1939 | ф  | Кінець дня                          | La fin du jour                | Верней                                             |
| 1942 | ф  | Фантастична ніч                     | La nuit fantastique           | старий                                             |
| 1943 | ф  | Біла вантажівка                     | Le camion blanc               |                                                    |
| 1943 | ф  | Золотий козел                       | La chèvre d'or                | Пу-Парль                                           |
| 1943 | ф  | Гупі-Червоні руки                   | Goupi mains rouges            | Гупі-імператор                                     |
| 1943 | ф  | Роквілари                           | Les Roquevillard              | Етьєн Роквілар                                     |
| 1943 | ф  | Адемаї — бандит честі               | Adémaï bandit d'honneur       | Анджеліко Брацція                                  |
| 1943 | ф  | Жанну                               | Jeannou                       | Елаї з Фаржа                                       |
| 1943 | ф  | Єдине кохання                       | Un seul amour                 | батько нотаріуса                                   |
| 1943 | ф  | Вотрен                              | Vautrin                       |                                                    |
| 1945 | ф  | Діти райка                          | Les enfants du paradis        | інкасатор                                          |
| 1945 | ф  | Велика зграя                        | La grande meute               | Патріс де Ламбрефут                                |
| 1945 | ф  | Ассасин не винен                    | L'assassin n'est pas coupable | колекціонер                                        |
| 1946 | ф  | Капітан                             | Le capitan                    | старий радник                                      |
| 1947 | ф  | Село гніву                          | Le village de la colère       | Анне́                                               |
| 1947 | ф  | Ноїв ковчег                         | L'arche de Noé                | представник Ради директорів                        |
| 1947 | ф  | Збіги                               | Coïncidences                  | старий Фармер                                      |
| 1947 | ф  | Загублене село                      | Le village perdu              | Шардон                                             |
| 1947 | ф  | Небезпека смерті                    | Danger de mort                | Le beau-père                                       |
| 1948 | ф  | Кульгавий диявол                    | Le diable boiteux             | Вольтер                                            |
| 1949 | ф  | Вийшов у світ                       | Vient de paraître             | старий майстер                                     |
| 1949 | ф  | Повернення до життя                 | Retour à la vie               | Старий (епізод 3: «Повернення Жана»)               |
| 1950 | ф  | Мікетта та її мати                  | Miquette et sa mère           | Panouillard                                        |
| 1950 | ф  | Екстравагантна Федора               | L'extravagante Théodora       |                                                    |
| 1950 | ф  | Вероніка                            | Véronique                     | старий джентльмен                                  |
| 1950 | ф  | Адемай на посту кордону             | Adémaï au poteau-frontière    |                                                    |
| 1951 | ф  | Дівчина з характером                | Une fille à croquer           | дідусь Люк                                         |
| 1951 | ф  | Мис Надії                           | Le cap de l'espérance         | маркіз дю Тайї                                     |
| 1951 | кф | Крамниця на продаж                  | Boîte à vendre                |                                                    |
| 1952 | ф  | Дівчина і привид                    | La demoiselle et son revenant | декан                                              |
| 1952 | мф | Забавні пригоди містера Вандерберда | La bergère et le ramoneur     | озвучування                                        |